# Dies irae (album de Noir Désir)
Pour les articles homonymes, voir Dies iræ (homonymie).
Albums de Noir Désir
Tostaky
(1993) 666.667 Club
(1996)
Singles
1. Marlène / Les Écorchés
Sortie : 1994

Dies irae (Jour de colère) est un album live du groupe de rock français Noir Désir, enregistré par Alessandri Pier pendant la tournée triomphale de l'album Tostaky en 1993, et sorti en 1994. On peut retrouver sur les deux disques de l'album quelques-uns des plus grands morceaux du groupe ainsi que trois reprises : 
- Johnny colère des Nus,
- I Want You (She's So Heavy) des Beatles,
- Long Time Man, que Bertrand Cantat attribue à Nick Cave, mais qui est en réalité une chanson traditionnelle arrangée par Tim Rose.

Le nom de cet album est trouvé par le guitariste du groupe Serge Teyssot-Gay qui, en fouillant un dictionnaire, est tombé sur Dies iræ, croyant d'abord à une anagramme de Noir Désir puis, en y découvrant la traduction, « jour de colère », trouve que ce nom fait une bonne référence au groupe. Dies iræ est aussi le nom d'une séquence d'une des œuvres les plus emblématiques de Mozart : La messe de Requiem en ré mineur KV. 626.
On y trouve également une autre version de I Want You, en morceau caché, différente de la version studio officielle sortie en face B du single Tostaky (le continent).
Un single avec les titres Marlène et Les Écorchés accompagne la sortie de l'album.

## Titres de l'album
Tous les titres sont signés Bertrand Cantat/NoirDésir, sauf mention contraire.

### CD 1
| No  | Titre                  | Durée |
| --- | ---------------------- | ----- |
| 1.  | La Rage                | 3:13  |
| 2.  | Here It Comes Slowly   | 2:42  |
| 3.  | Ici Paris              | 3:50  |
| 4.  | One Trip/One Noise     | 4:41  |
| 5.  | Alice                  | 3:45  |
| 6.  | Les Écorchés           | 3:38  |
| 7.  | Le Fleuve              | 5:09  |
| 8.  | Oublié                 | 6:23  |
| 9.  | Tostaky (le continent) | 4:49  |
| 10. | Sober Song             | 3:43  |
| 11. | It Spurts              | 4:00  |

### CD 2
| No  | Titre                       | Auteur                                           | Durée |
| --- | --------------------------- | ------------------------------------------------ | ----- |
| 1.  | Johnny colère               | Christian Dargelos, Frédéric Renaud, Rémi Hubert | 2:15  |
| 2.  | The Holy Economic War       |                                                  | 5:05  |
| 3.  | La Chaleur                  |                                                  | 3:38  |
| 4.  | À l'arrière des taxis       |                                                  | 4:10  |
| 5.  | Marlène                     |                                                  | 3:25  |
| 6.  | Long Time Man               | Nick Cave, Mick Harvey (Tim Rose)                | 5:37  |
| 7.  | No No No                    |                                                  | 3:21  |
| 8.  | What I Need                 |                                                  | 4:03  |
| 9.  | Lolita nie en bloc          |                                                  | 3:31  |
| 10. | I Want You (She's So Heavy) | Lennon/McCartney                                 | 4:57  |
| 11. | En route pour la joie       |                                                  | 6:49  |

## Crédits
| Noir Désir - Bertrand Cantat – chant, guitare - Serge Teyssot-Gay - guitare - Denis Barthe - batterie, chœurs - Frédéric Vidalenc - basse, chœurs Musiciens additionnels - Franz Treichler - guitare sur I Want You (She's So Heavy) | - Ted Niceley – mixage au Studio du Manoir - Andy Baker - ingénieur du son - Karim - assistant ingénieur du son - Xavier Cantat, Murielle Delepont, Barbara Neyman, Alfonso Lugustiano - photographie - Emmanuelle Debur : pochette et livret |

## Classements
| France | Belgique | Suisse | Italie | Europe |
| ------ | -------- | ------ | ------ | ------ |
| 1      | 14       | -      | -      | -      |